# Concours des vins de la Foire d'Avignon
Le Concours des vins-Avignon, est un concours annuel des vins de la vallée du Rhône et de Provence. Il est organisé par la Foire Exposition d'Avignon. Créé en 1986, il regroupe les vins de trois régions (Provence-Alpes-Côte d'Azur, Languedoc-Roussillon, Rhône-Alpes) et de neuf départements (Alpes-de-Haute-Provence, Alpes-Maritimes, Hautes-Alpes, Ardèche, Bouches-du-Rhône, Drôme, Gard, Var et Vaucluse). Il est agréé au niveau européen depuis 1992. Le 14 mars 2015 le concours a fêté sa 30e édition.

## Historique
C'est le 26 avril 1986 que se déroula le premier « concours des vins de la foire et exposition du Grand Delta » à Avignon. Il eut alors à juger 200 échantillons de vin.
Ce nouveau concours avait été proposé à l'équipe dirigeante de la Foire d'Avignon  par Maurice Archimbaud, vigneron à Vacqueyras, en tant qu'administrateur du syndicat des vignerons des côtes-du-rhône avec l'aval de l'ensemble de la profession viticole de Vaucluse.

## Organisation
Son organisation fut donc prise en charge par « Avignon Foire et Expositions du Grand Delta », avec la collaboration des syndicats des vins des régions Provence-Alpes-Côte d'Azur, Languedoc-Roussillon et Rhône-Alpes. Pour asseoir sa notoriété et garantir son professionnalisme, il se plaça sous le contrôle de la Direction Départementale de l'Agriculture et des services de la répression des fraudes. Georges Goguely, de la DDA de Vaucluse, assume toujours la responsabilité du concours et son contrôle.
Pour ce faire, les vins blanc, rouge et rosé sont prélevés 15 jours avant son déroulement par des équipes de collecteurs désignés qui se rendent sur la propriété pour recueillir trois bouteilles des cuvées concourantes. Un bulletin d'analyse accompagne chaque échantillon et l'anonymat des bouteilles est préservé par les organisateurs.

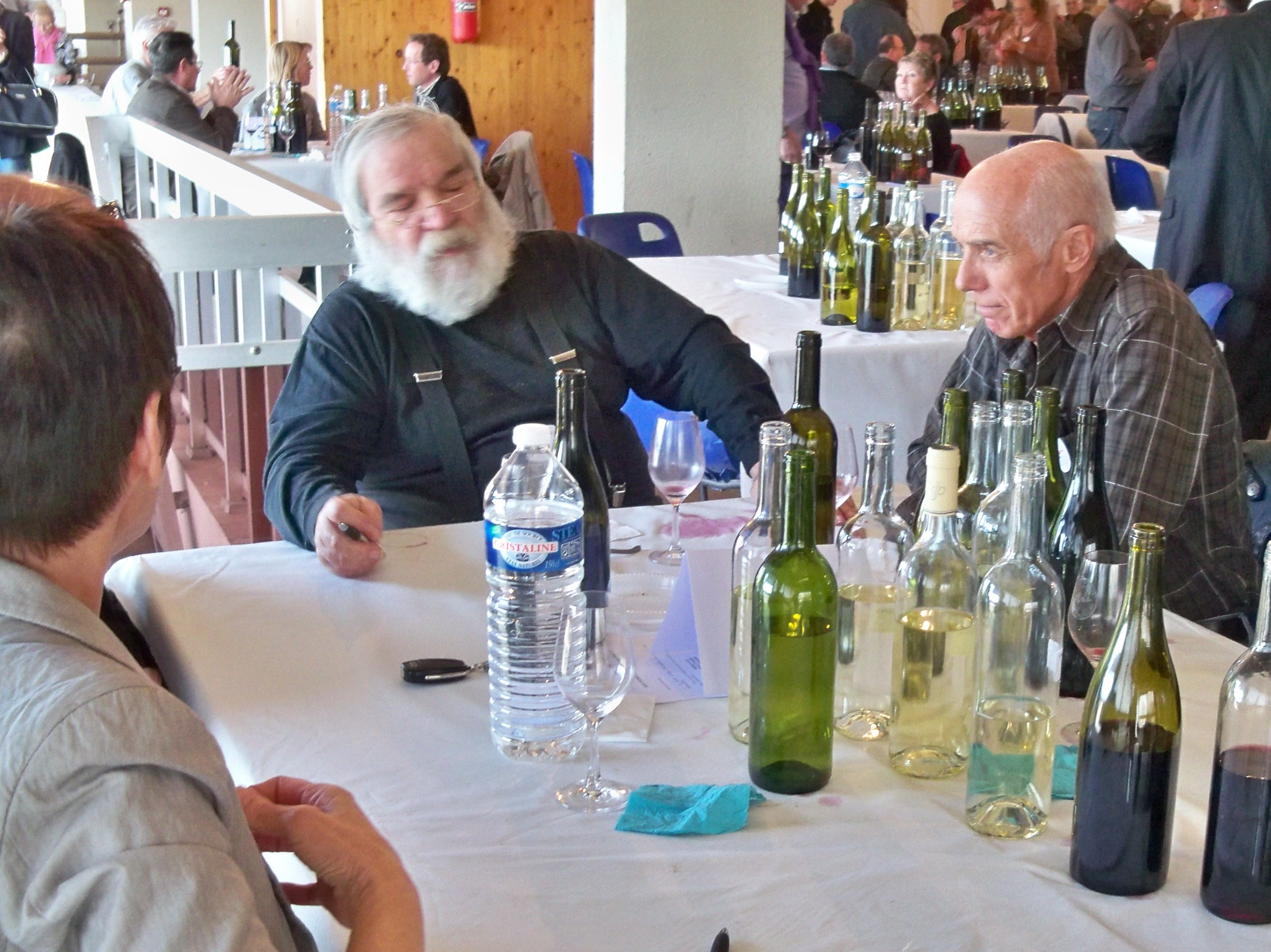
Jury en délibération

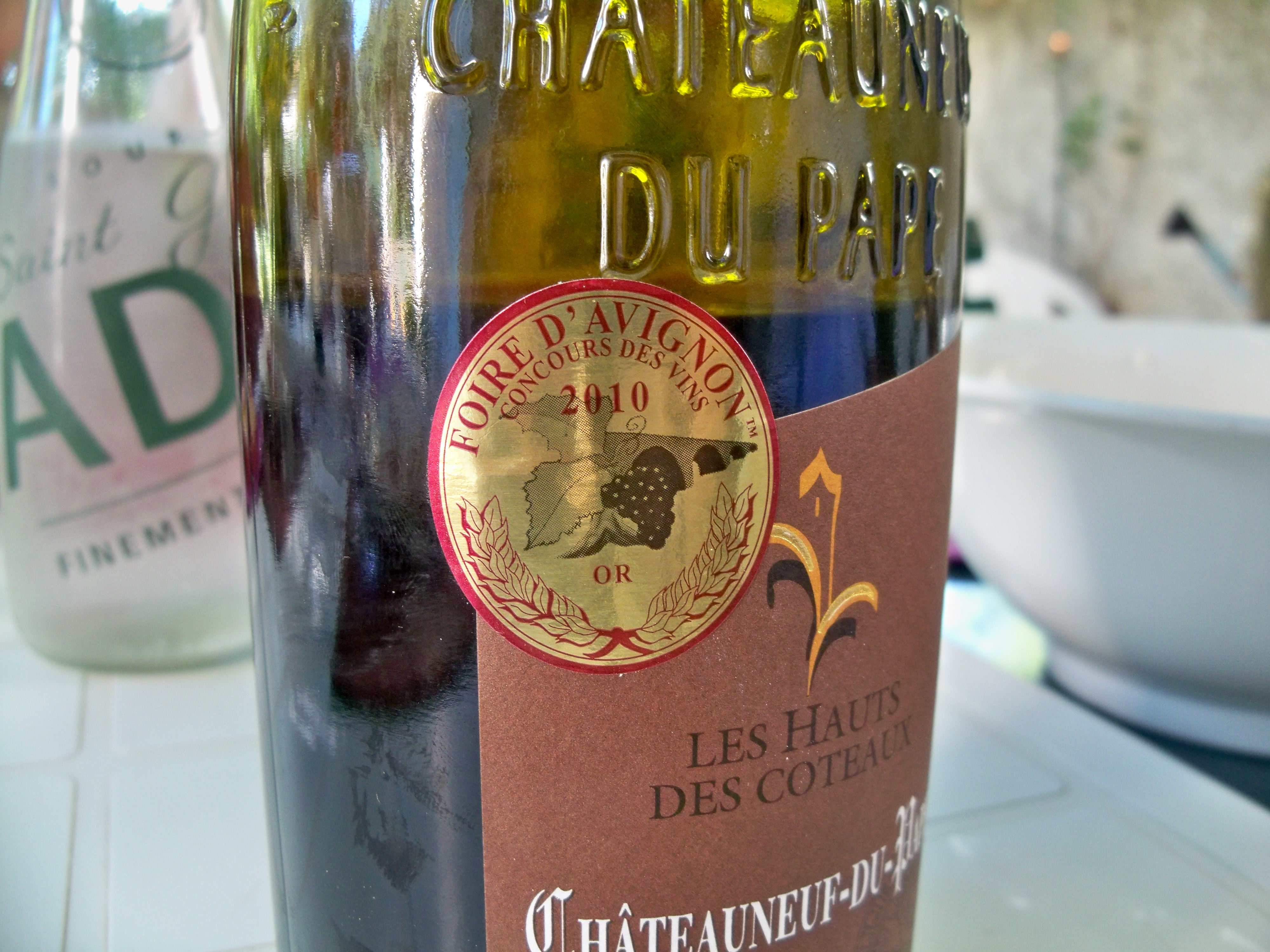
Médaille d'Or pour un châteauneuf-du-pape

## Déroulement
Le concours se déroule depuis son début dans une salle au Parc des expositions d'Avignon. La dégustation, par table de jurés, se fait sur la base d'une quinzaine de bouteilles. Il y a en tout, 400 dégustateurs répartis en 72 jurys, soit environ 1 200 échantillons. Le jury est composé de restaurateurs, journalistes spécialisés, professionnels (producteurs, courtiers, négociants en vin et œnologues) ainsi que par des consommateurs œnophiles. Il juge les trois derniers millésimes précédant sa tenue.

## Récompenses
Le concours est habilité à attribuer des distinctions car reconnu officiellement par le ministère de l'Agriculture dès 1986 et par les instances européennes à partir de 1992. Les organisateurs ont calculé que pour ces 1 200 échantillons, il est accordé moins de 300 médailles d'or, d'argent et de bronze. Cette distinction a droit d'apparaître sur les bouteilles du lot primé grâce à un macaron personnalisé, illustré par une grappe de raisin et le pont d’Avignon.

## Vins concourants
Il s'agit des côtes-du-rhône (appellation régionale), des côtes-du-rhône villages avec ou sans nom géographique, des appellations locales ou crus : Beaumes-de-venise (AOC), Châteauneuf-du-pape (AOC), Gigondas (AOC), Lirac (AOC), Rasteau (AOC), Tavel (AOC), Vacqueyras (AOC), Vinsobres (AOC), Saint-joseph (AOC), Crozes-hermitage (AOC) ainsi que des appellations vins doux naturels Muscat de Beaumes-de-Venise, Rasteau rouge ou doré.

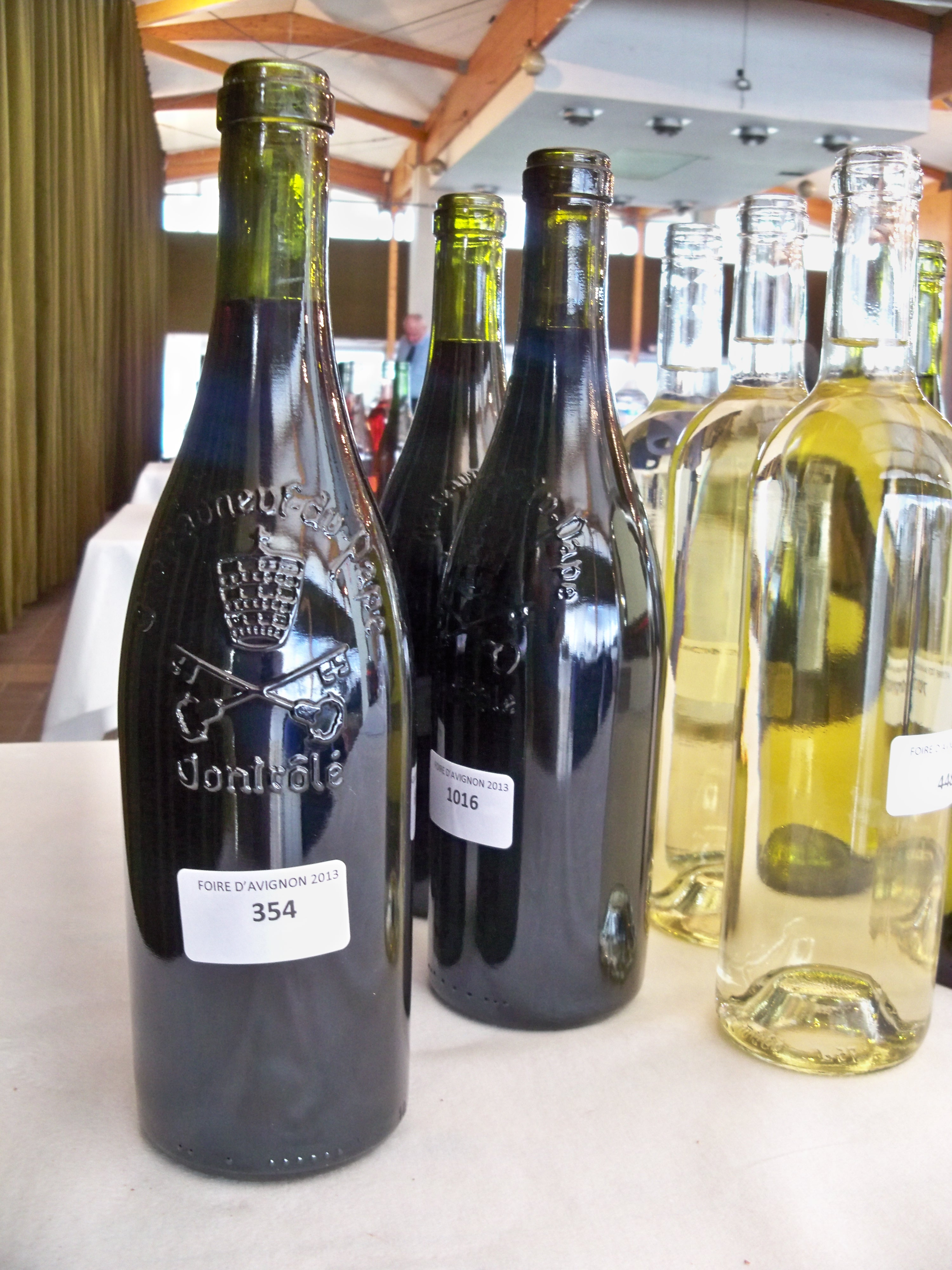
Châteauneuf-du-pape

Participent aussi les vins de la vallée du Rhône tels que Luberon (AOC), Ventoux (AOC), Costières-de-nîmes,  Grignan-les-adhémar, et côtes-du-vivarais.

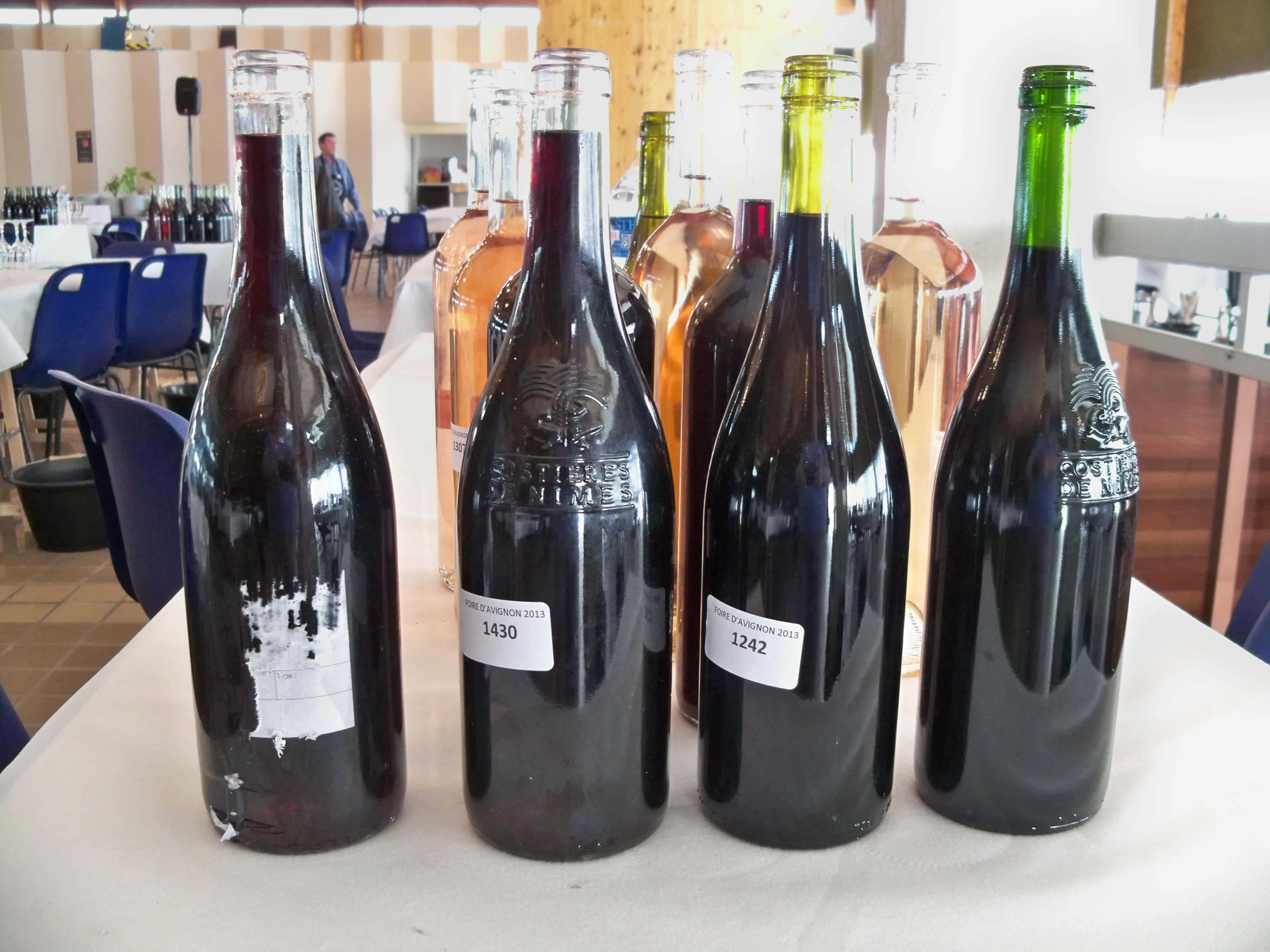
Costières-de-nîmes
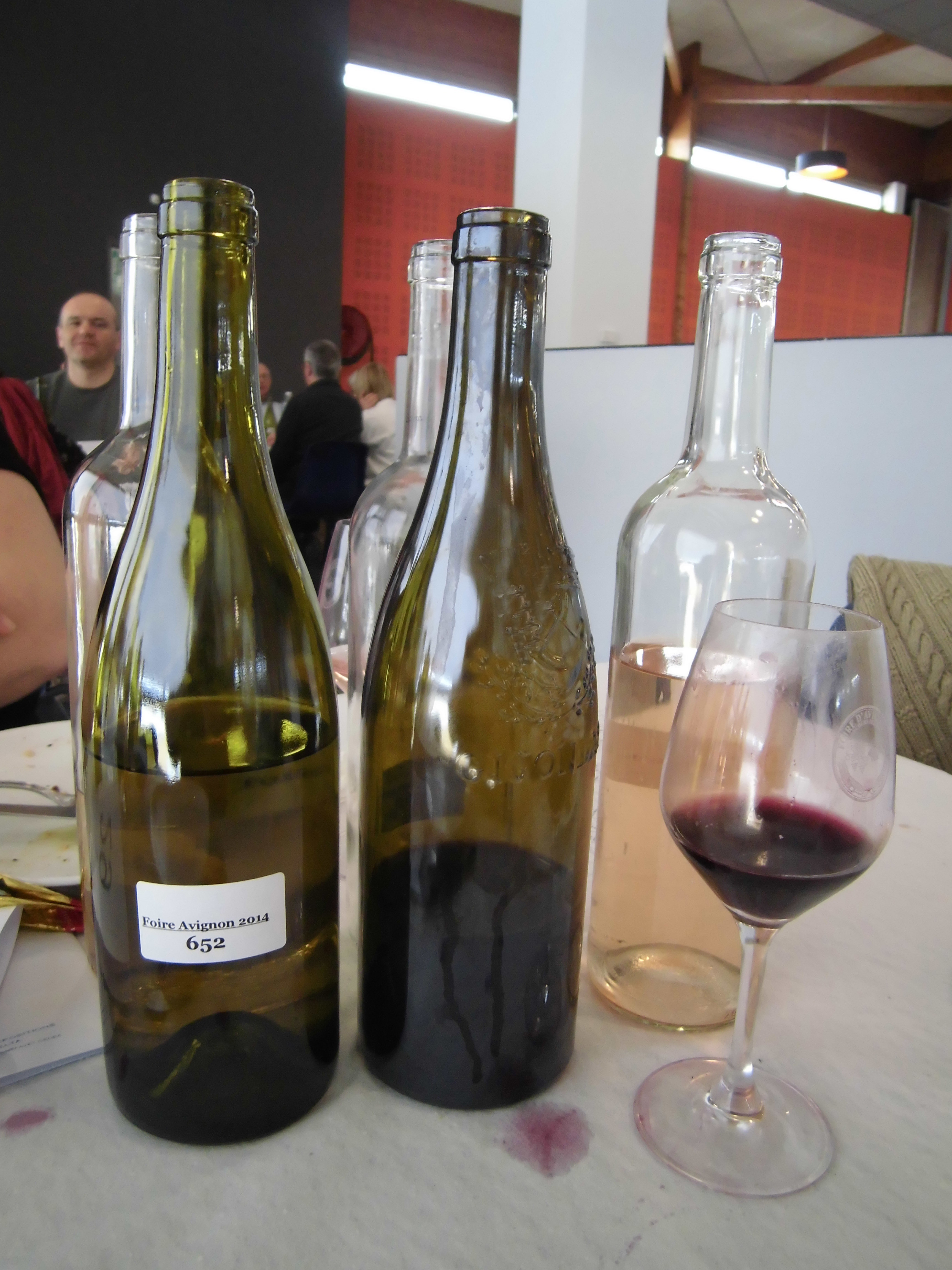
Grignan-les-adhémar

S'y ajoutent les vins de la Provence comme Bandol (AOC), Baux-de-provence (AOC), Coteaux-d'aix-en-provence, Coteaux-varois-en-provence, Pierrevert (AOC), Côtes-de-provence et ses appellations villages (La Londe, Fréjus, Sainte-Victoire) et les crus classés.

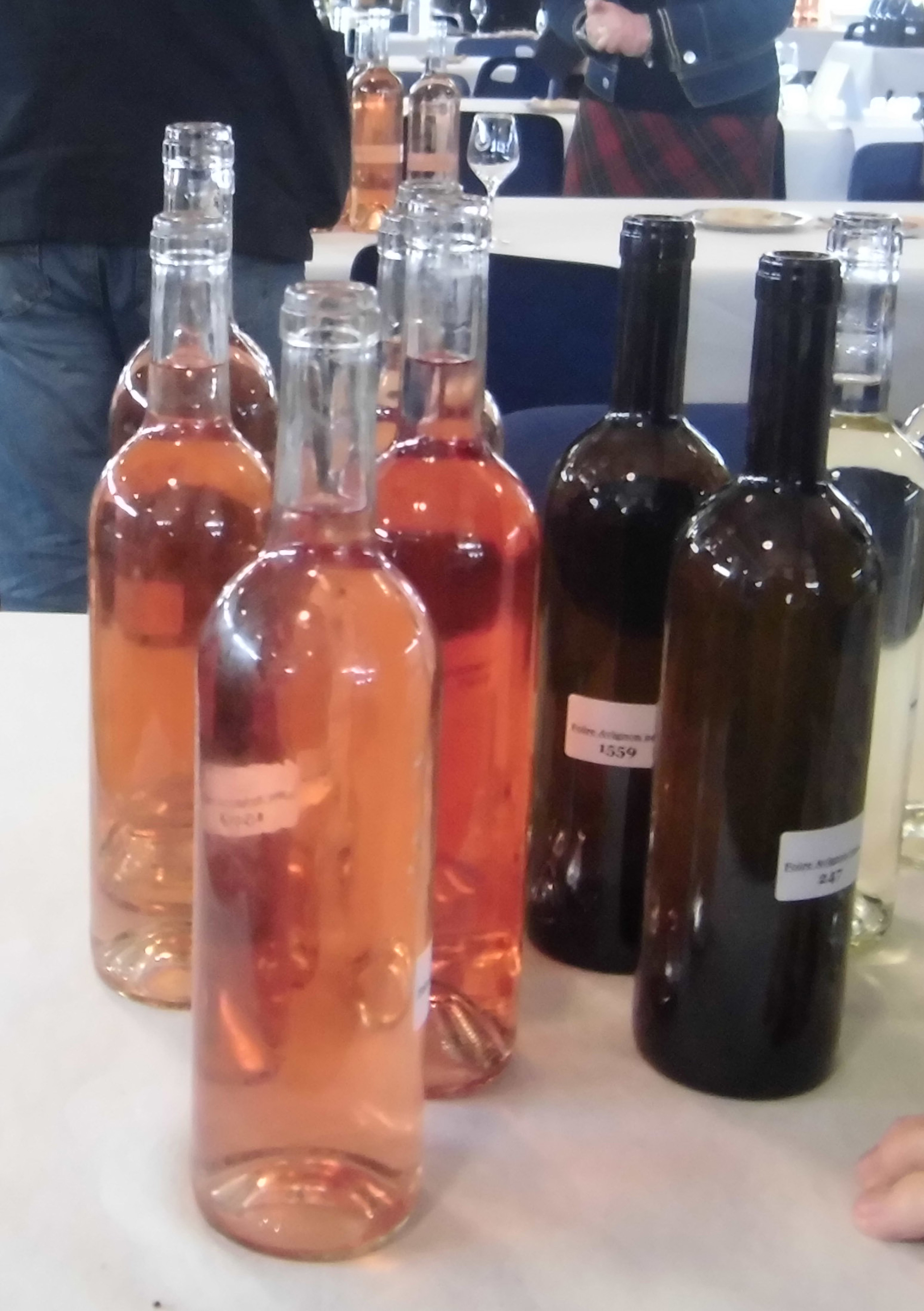
Côtes-de-provence Fréjus
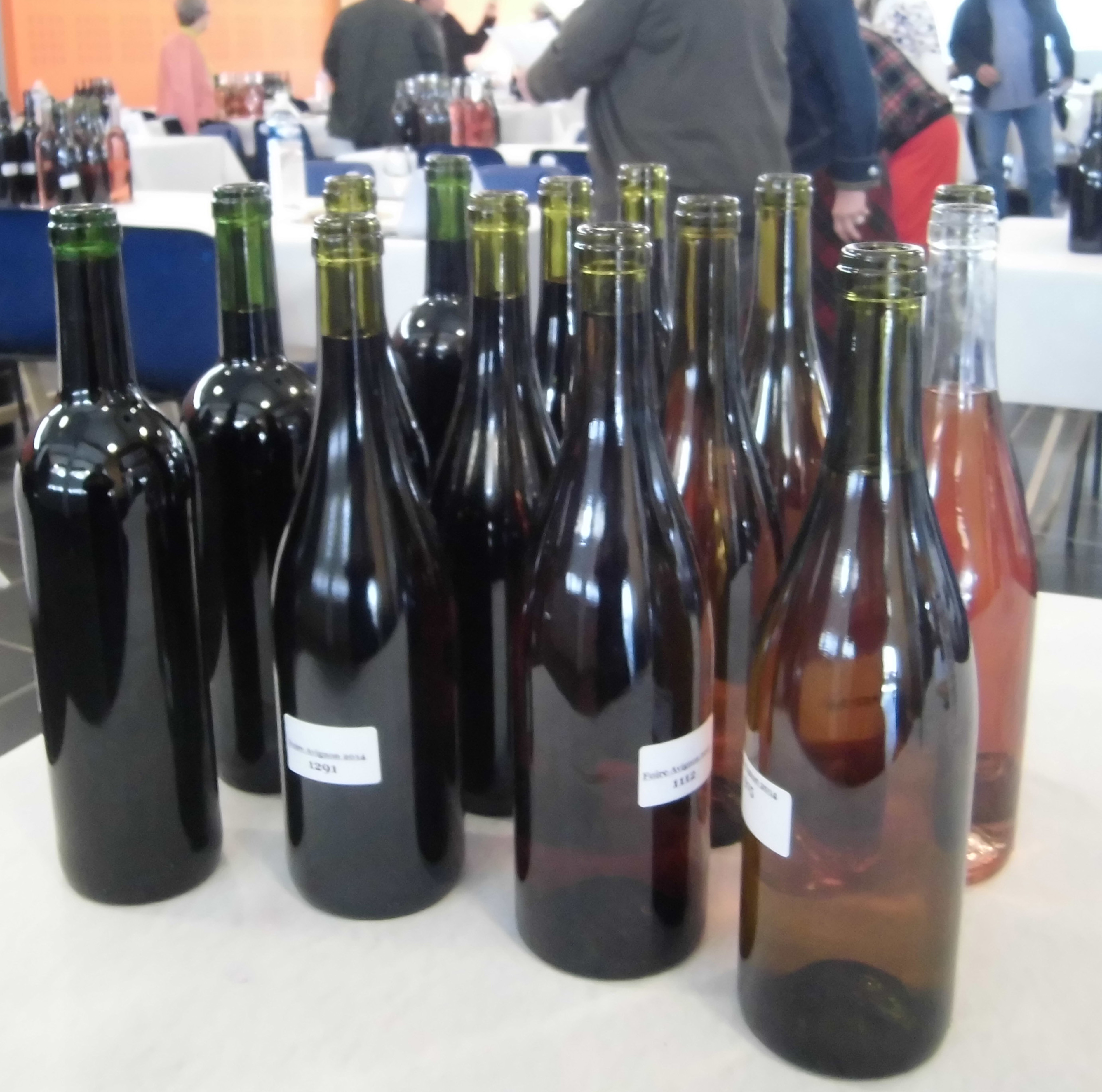
Côtes-de-provence Sainte-Victoire
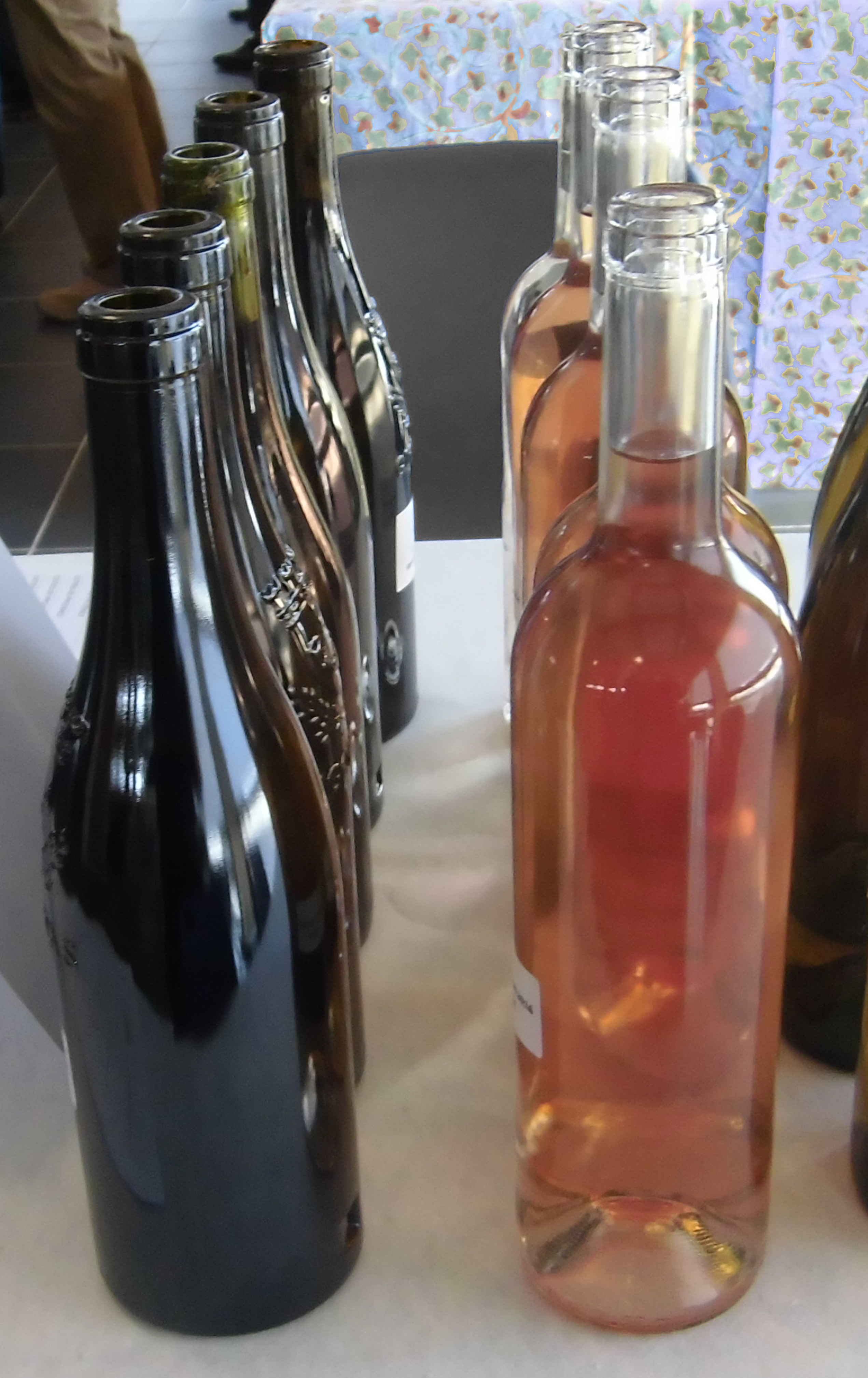
Côtes-de-provence La Londe

Les vins avec I.G.P (Indication géographique protégée) c’est-à-dire les vins de pays des départements : alpes-de-haute-provence, alpes-maritimes, hautes-alpes, ardèche, bouches-du-rhône, drôme, gard, var, vaucluse ainsi que les vins de pays de zone de chacun de ces départements.